# Harbour Village

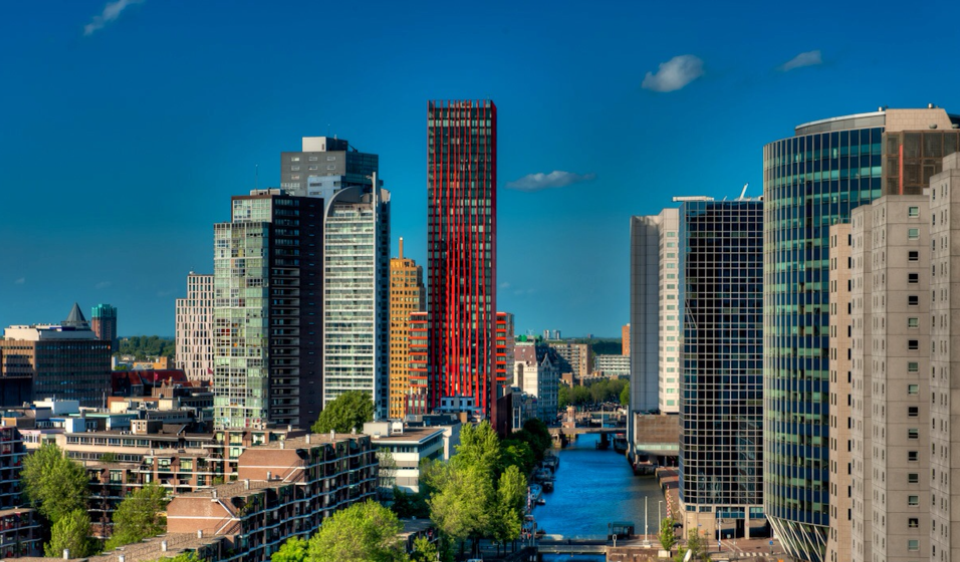
Wijnhaveneiland

De Harbour Village bestaat uit twee multifunctionele gebouwen in het centrum van de Nederlandse stad Rotterdam op het Wijnhaveneiland in het Maritiem District. De gebouwen bereikten in 2001 het hoogste punt en zijn voltooid in 2002.

## Jufferstraat en Bierstraat
De Harbour Village bestaat uit twee woontorens, gelegen aan de Jufferstraat en de Bierstraat. Er zijn onder meer huur- en koopappartementen ondergebracht, commerciële ruimten, een buitenspeelplaats, een parkeergarage en kelderbergingen. De woontoren aan de Jufferstraat is 85 meter hoog en telt 29 verdiepingen. De woontoren aan de Bierstraat is 70 meter hoog en telt 24 verdiepingen. De begane grond en de verdiepingen 1 tot en met 4 zijn ingericht voor winkels en kantoren. Het gehele Harbour Village-complex telt 187 appartementen en is voorzien van een open glasvezelnetwerk. Op de bovenste verdiepingen bevinden zich enkele penthouses.

## Ontwerp
De Harbour Village is ontworpen door HM Architecten. Bijzonder aan het ontwerp is de glazen gevel die zich over de gehele hoogte van de torens laat uitstrekken. In de praktijk betekent dit dat het glas van vloer tot plafond doorloopt met veel natuurlijke lichtinval en de bewoners van de boven- tot de onderkant uitzicht hebben. Dit uitzicht kan zijn over de rivier de Maas en/of het stadscentrum. Doordat er zich in de torens niet meer dan vier appartementen per verdieping bevinden, heeft iedere woning uitzicht aan minstens twee gevelzijden.

## Wijnhaveneiland
De Harbour Village was het eerste multifunctionele gebouwencomplex van de ontwikkelingsfase van het in Rotterdam centrum gelegen Wijnhaveneiland, gevolgd door de Waterstadtoren, Scheepmakerstoren, The Red Apple, 100Hoog en Up:Town.